# Туджман, Франьо
Фра́ньо Ту́джман (хорв. Franjo Tuđman; 14 мая 1922, Велико-Трговишче, Хорватское Загорье — 10 декабря 1999, Загреб, Хорватия) — хорватский государственный, политический и военный деятель, публицист, первый президент независимой Хорватии с 30 мая 1990 по 10 декабря 1999 года, Маршал Хорватии (хорв. Vrhovnik). Был активным участником хорватского диссидентского националистического движения в Югославии.

## Биография
Родился 14 мая 1922 года в Велико Трговишче. Его отец, Степан Туджман, районный лидер Хорватской крестьянской партии, погиб во время войны. Мать Юстина (до замужества носила фамилию Гмаз) умерла в 1929 году, во время родов пятого ребёнка. Трое из четырёх братьев Франьо эмигрировали в США к концу 1930-х годов. В 1935 году переехал в Загреб.

### Карьера военного

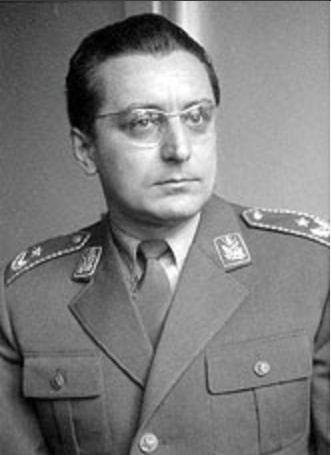
Туджман в 1960 году в форме генерал-майора югославской армии

В 1941 году с отличием окончил гимназию. Во время Второй мировой войны вступил в югославскую компартию и Народно-освободительную армию. В апреле 1944 года стал командиром партизанской бригады «Матия Губец». В мирное время быстро рос в званиях — в 1953 году стал полковником, а в 1959 году генерал-майором. Служил в Генеральном штабе и в Министерстве обороны, занимаясь кадровыми вопросами, а также теоретическими вопросами.
Уволился из вооружённых сил в 1961 году в чине генерал-майора, стал директором загребского Института истории рабочего движения. На этом посту вел активную преподавательскую деятельность, в том числе за рубежом — читал лекции как в капиталистических (США, Канаде, Италии, Австрии) странах, так и в социалистической Чехословакии.
В декабре 1965 года в Задаре защитил докторскую диссертацию, подготовленную в Загребском университете на тему «Причины кризиса монархической Югославии: от образования в 1918 г. до развала в 1941 г.». Однако в декабре следующего года был обвинён академиком Л. Бобаном в плагиате, после чего ушёл с поста директора Института и был исключён из компартии.

### Диссидентская деятельность

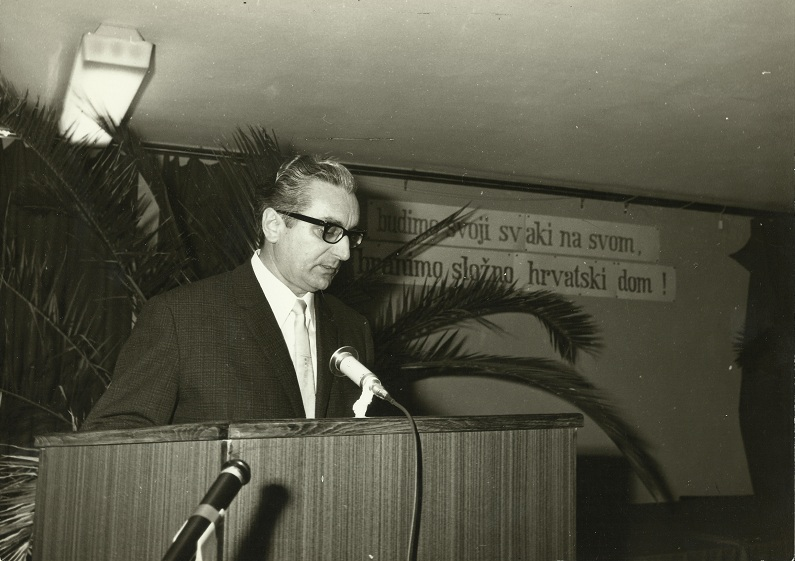
Туджман в 1971 году

Дважды подвергался тюремному заключению по обвинению в поддержке национализма, первый раз в 1972 году, второй раз в 1981 году, был лишён всех наград. В первый раз был осуждён на 2 года, но отпущен уже через 9 месяцев. После освобождения в 1970-е годы давал интервью зарубежным СМИ, благодаря чему стал известен среди хорватской диаспоры за рубежом как оппозиционер. В 1981 году в Нью-Йорке вышла книга Туджмана «Национализм в современной Европе», в которой был сделан вывод, что «положение республики Хорватия в Югославии сопоставимо с положением Индии в период английского колониального господства». Уже в феврале 1981 года Туджман получил второй срок — три года лишения свободы и запрет заниматься общественной деятельностью на пять лет. Из этого срока он отбыл в тюрьме Лепоглава 17 месяцев (с перерывом, когда был отпущен на лечение домой), а в сентябре 1984 года был досрочно освобождён. В июне 1987 года ему разрешили выехать за границу, и Франьо Туджман с женой отправился в Канаду, где читал лекции в университетах Оттавы и Торонто.
В 1989—1990 годах выступал с лекциями в Чикаго, Нью-Йорке и Торонто на темы «Степан Радич и хорватский суверенитет» и «Демократические процессы в современной Хорватии». В том же году выступал в Дании и Швеции.
В 1989 году Франьо Туджман опубликовал свою самую известную работу «Пустоши исторической действительности» (хорв. Bespuća povijesne zbiljnosti). В ней Туджман поставил под сомнение доминирующие в югославской историографии оценки количества жертв геноцида. Не приводя каких-либо источников, он указал, что в Ясеноваце были убиты только 30 000 человек, а количество жертв Холокоста он оценил в 900 000. Несколько позднее, выступая на съезде своей партии ХДС, он заявил, что Хорватия времён Второй мировой войны не только была нацистским образованием, но и выражала тысячелетние стремления хорватского народа.

### Политическая деятельность
При поддержке хорватских эмигрантов основал партию Хорватское демократическое содружество (хорв. Hrvatska Demokratska Zajednica), победившую на выборах 1990 года и остававшуюся правящей вплоть до конца 1999 года. Туджман избирался парламентом на пост президента Хорватии в 1990 году и был переизбран на прямых выборах в 1992 году. В 1992 году Туджману было присвоено звание почётного гражданина Загреба.

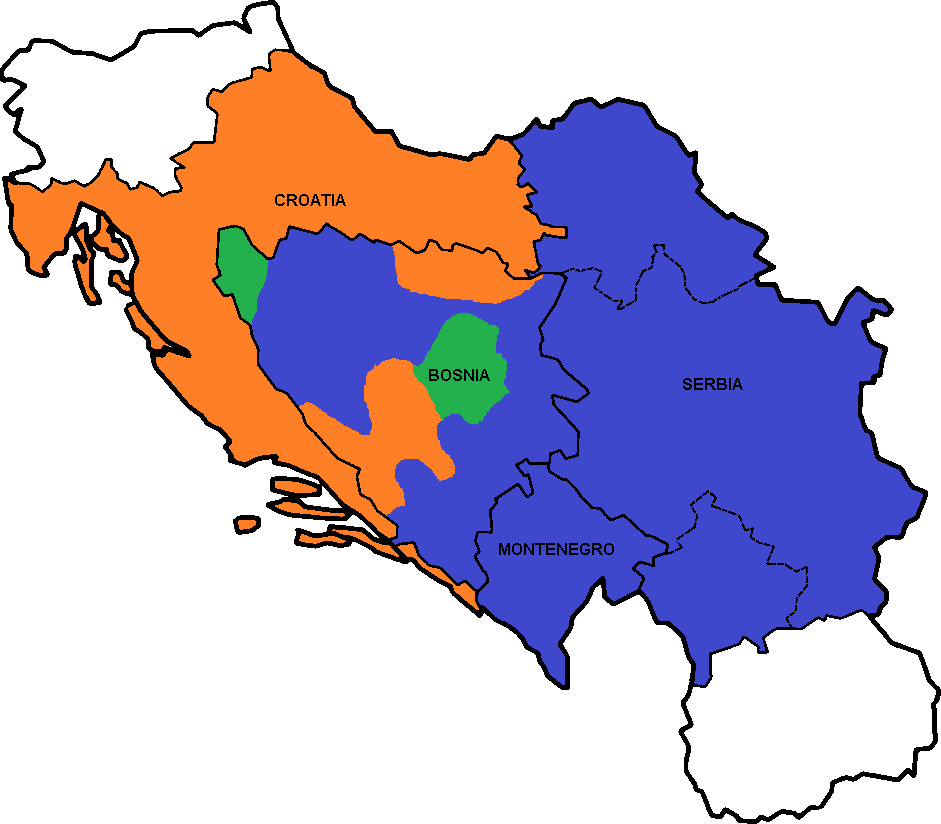
Раздел Боснии по соглашению в Караджорджеве

21 ноября 1995 года подписал Дейтонские соглашения от Хорватии. Несмотря на плохое состояние здоровья, был переизбран на второй срок на выборах в июне 1997 года.
В 1999 году у Туджмана был диагностирован рак желудка. После госпитализации 26 ноября передал на 2 месяца свои полномочия председателю парламента Влатко Павлетичу. 10 декабря того же года в 22:15 по местному времени Туджман ушёл из жизни в загребской больнице. В связи со смертью Туджмана в Хорватии был объявлен трёхдневный траур. Похоронен на городском кладбище Мирогой.
В приговоре военному и политическому руководству боснийских хорватов 29 мая 2013 года Гаагский трибунал указал, что Туджман был участником совместного преступного сговора, целью которого было изгнание нехорватского населения с территорий, которые должны были стать частью хорватского государства на территории Боснии и Герцеговины.

## Семья
Был женат на Анкице Туджман (урождённой Жумбар; 1926—2022) с 25 мая 1945 по 10 декабря 1999 года. В браке родилось трое детей — сыновья Мирослав (1946—2021), Степан (р. 1948) и дочь Невенка (р. 1951).
Сын Мирослав избирался депутатом Сабора (парламента) Хорватии.

## Награды
Награды Хорватии
| Страна   | Дата вручения | Награда | Награда | Литеры |
| -------- | ------------- | --- | --- | ------ |
| Хорватия | 1995 —        | Кавалер Большого ордена Короля Томислава с лентой и большой утренней Звездой                                                                     | Кавалер Большого ордена Короля Томислава с лентой и большой утренней Звездой                                                                     |        |
| Хорватия | 1995 —        | Кавалер Большого ордена Короля Петара Крешимира IV с лентой и большой утренней Звездой                                                           | Кавалер Большого ордена Короля Петара Крешимира IV с лентой и большой утренней Звездой                                                           |        |
| Хорватия | 1995 —        | Кавалер ордена Князя Домагоя | Кавалер ордена Князя Домагоя |        |
| Хорватия | 1995 —        | Кавалер ордена Анте Старчевича | Кавалер ордена Анте Старчевича |        |
| Хорватия | 1995 —        | Кавалер ордена Степана Радича | Кавалер ордена Степана Радича |        |
| Хорватия | 1995 —        | Кавалер ордена Утренней звезды Хорватии с изображением Руджера Бошковича                                                                         | Кавалер ордена Утренней звезды Хорватии с изображением Руджера Бошковича                                                                         |        |
| Хорватия | 1995 —        | Кавалер ордена Хорватского трилистника | Кавалер ордена Хорватского трилистника |        |
| Хорватия | 1995 —        | Медаль «В память об Отечественной войне» | Медаль «В память об Отечественной войне» |        |
| Хорватия | 1995 —        | Медаль Благодарности Родины | Медаль Благодарности Родины |        |
| Хорватия | 1996 —        | Медаль «За участие в операции «Вспышка» | Медаль «За участие в операции «Вспышка» |        |
| Хорватия | 1996 —        | Медаль «За участие в операции «Лето '95» | Медаль «За участие в операции «Лето '95» |        |
| Хорватия | 1996 —        | Медаль «За участие в операции «Буря» | Медаль «За участие в операции «Буря» |        |
| Хорватия | 1996 —        | Медаль «За исключительные действия в поддержании конституционного и правового порядка Республики Хорватии и защите жизни граждан и их имущества» | Медаль «За исключительные действия в поддержании конституционного и правового порядка Республики Хорватии и защите жизни граждан и их имущества» |        |

Награды иностранных государств
| Страна    | Дата вручения    | Награда                                                                                          | Награда                                                                                          | Литеры |
| --------- | ---------------- | ------------------------------------------------------------------------------------------------ | ------------------------------------------------------------------------------------------------ | ------ |
| Италия    | 17 января 1992 — | Кавалер Большого креста Военного ордена Италии                                                   | Кавалер Большого креста Военного ордена Италии                                                   |        |
| Италия    | 17 января 1992 — | Кавалер Большого креста декорированного лентой ордена «За заслуги перед Итальянской Республикой» | Кавалер Большого креста декорированного лентой ордена «За заслуги перед Итальянской Республикой» |        |
| Чили      | 29 ноября 1994 — | Кавалер Большого креста ордена Заслуг                                                            | Кавалер Большого креста ордена Заслуг                                                            |        |
| Аргентина | 1 декабря 1994 — | Кавалер цепи ордена Освободителя Сан-Мартина                                                     | Кавалер цепи ордена Освободителя Сан-Мартина                                                     |        |
| Россия    | 4 ноября 1996 —  | Медаль Жукова                                                                                    | Медаль Жукова                                                                                    |        |
| Греция    | 23 ноября 1998 — | Кавалер Большого креста ордена Спасителя                                                         | Кавалер Большого креста ордена Спасителя                                                         |        |
| Турция    | 7 января 1999 —  | Кавалер ордена Турецкой Республики                                                               | Кавалер ордена Турецкой Республики                                                               |        |

## Увековечение памяти

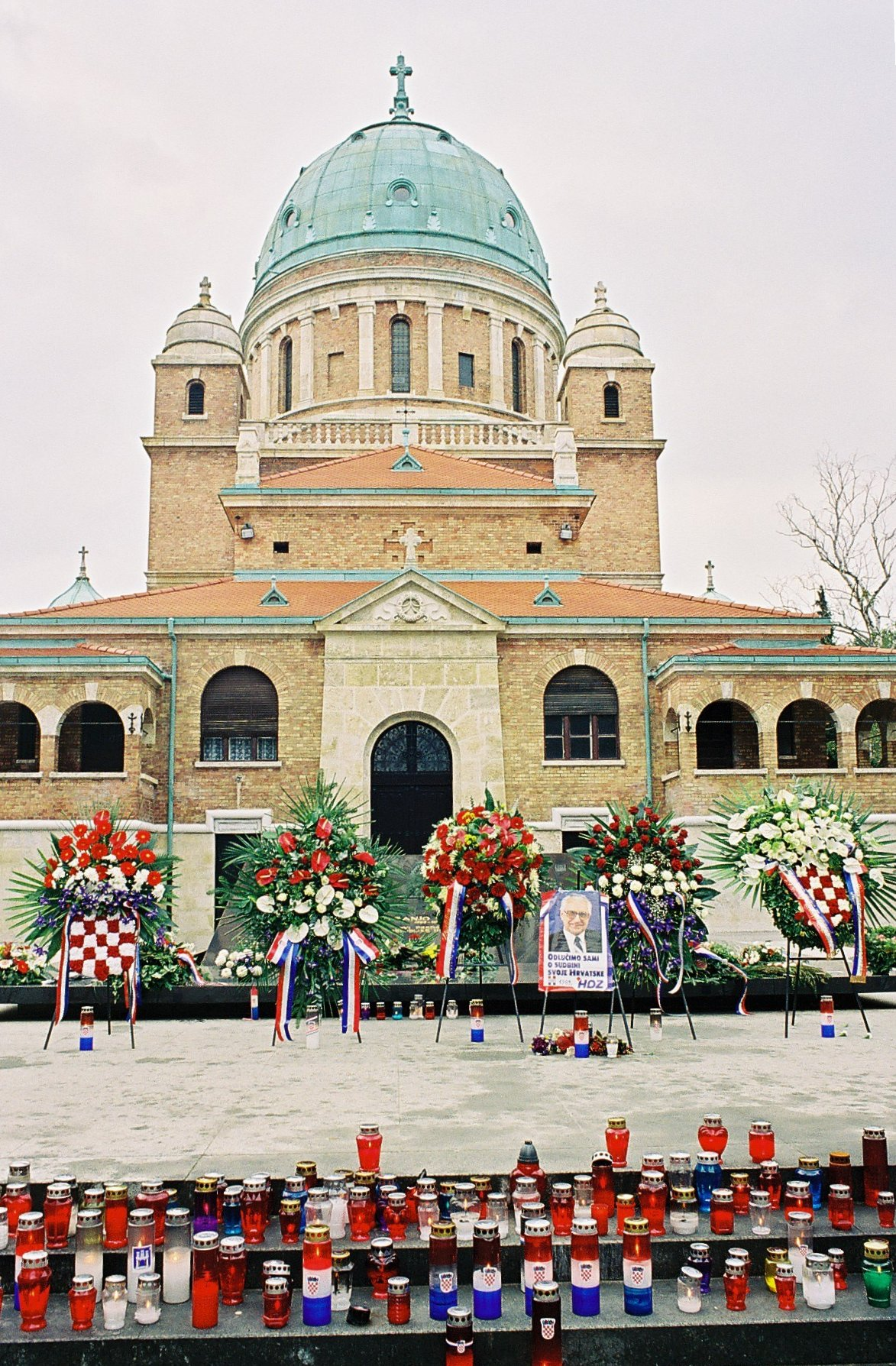
Могила Ф. Туджмана на кладбище Мирогой

Объекты, названные в честь Франьо Туджмана:
- Площадь в Загребе.
- Улица в Скрадине.
- Улица в Задаре.

Мосты:
- Мост в Дубровнике через реку Дубровачка.
- Мост в Осиеке.
- Мост в Чаплине (Босния и Герцеговина).

## Оценки деятельности
Туджман неоднократно обвинялся в ультранационализме, этнических чистках сербского населения, деспотизме, авторитаризме и тайных соглашениях в Караджорджево, где они со Слободаном Милошевичем приняли решение расчленить Боснию. Подозревают, что он был связан с махинациями, сопровождавшими приватизационные процессы в Хорватии. Кроме того, известен также как историк-любитель с ревизионистскими взглядами (в частности, в своих книгах он утверждал, что усташи убили намного меньше сербов, чем им приписывают, что критика усташей направлена на унижение национального достоинства хорватов и «сербизацию» Югославии, а также отрицал Катастрофу европейского еврейства во время Второй мировой войны или, по крайней мере, её размеры).
Посол США в СФРЮ Уоррен Циммерман однажды дал своего рода характеристику Туджмана: «В отличие от С. Милошевича, которым руководило стремление к власти, Ф. Туджман был обуян хорватским национализмом. Его преданность Хорватии была самого примитивного типа, и он никогда не показывал понимания или интереса к демократическим ценностям». Циммерману Туджман казался «смешным, опереточным типом», но при этом он указывал: «это впечатление находилось в противоречии с той немилосердностью, с какой он осуществлял хорватские интересы, как он их понимал». Циммерман отмечал его «расистское отношение к сербам в Хорватии». И именно это, по мнению посла, превратило Хорватию «в недемократическую и взрывоопасную республику». Циммерман также утверждал, что под руководством Туджмана «жестоко нарушались права сербов. Сербов выгоняли с работы, от них требовали подписывать бумаги лояльности, нападали на их дома и имущество. Я несколько раз обедал с Ф. Туджманом и слышал, как его министры обзывают сербов самыми страшными словами. Он не присоединялся к ним, но и не обрывал».